# Type O Negative

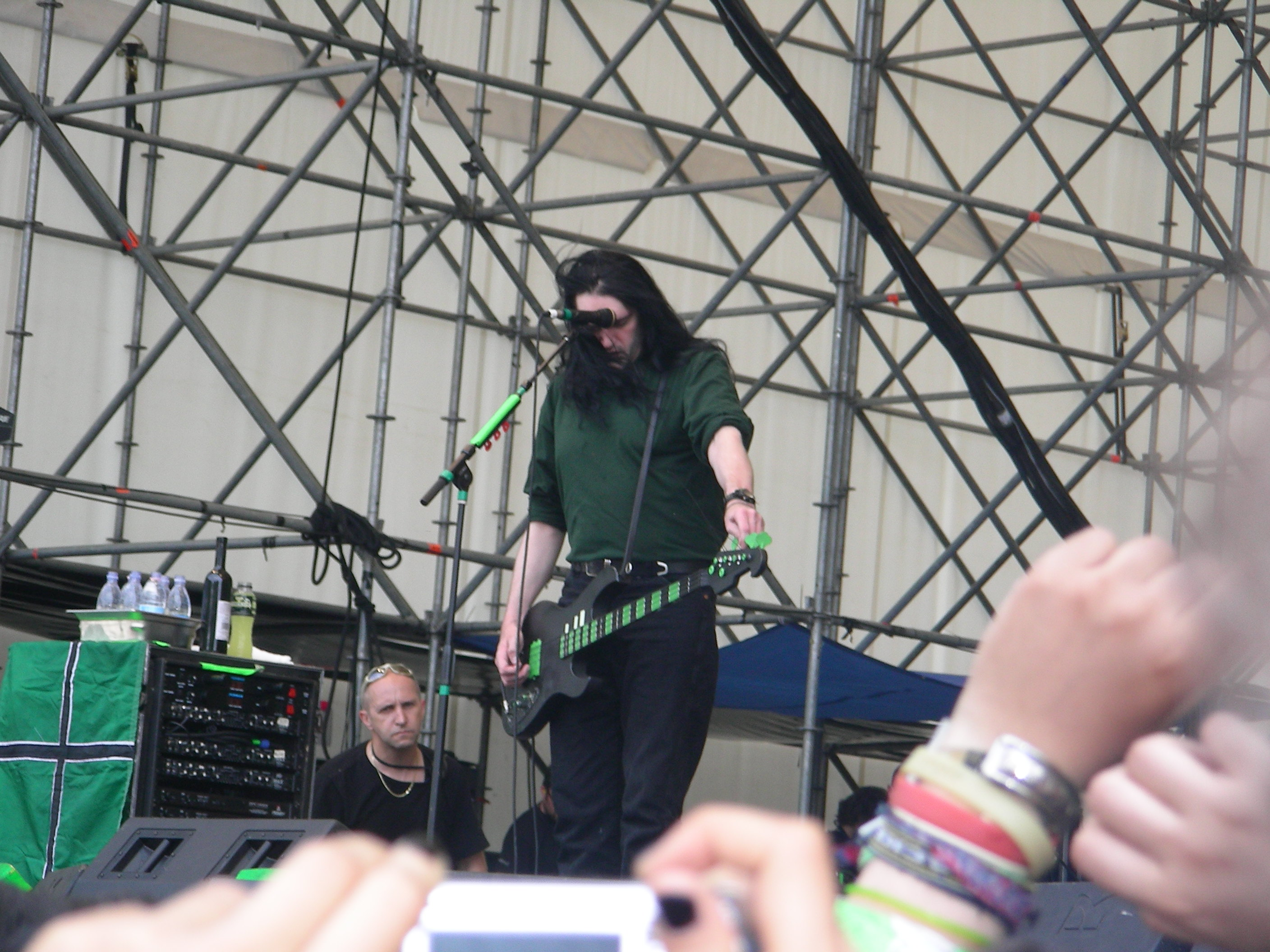
Type O Negative 2007

Type O Negative was een gothic metal band afkomstig uit Brooklyn, New York. De groep was zeer bekend door hun droge, morbide en zelfspottende humor en hun vaak trage muziek. 
De groep was ontstaan uit de overblijfselen van de band Carnivore en won aan populariteit – vooral bij een vrouwelijk publiek – met hun nummers 'Love You To Death' van het October Rust album en 'Black No. 1' en 'Christian Woman' van het Bloody Kisses album.
De groep kwam in 1991 in Nederland in het nieuws toen extreemlinkse demonstranten optredens probeerden te voorkomen, door zaaleigenaren die de band geboekt hadden te bedreigen. Aanleiding was het imago van de band dat in de ogen van de links-extremisten "fascistisch" was. Enkele optredens werden afgelast maar andere vonden toch doorgang. Frontman Peter Steele raakte echter zo gefrustreerd door alle negatieve aandacht dat hij terugvloog naar New York en hiermee de tour afblies. De kritiek richtte zich vooral op de vrouwonvriendelijke teksten op hun debuutalbum en het bandlogo van Peters vorige band Carnivore, een  drie-armig symbool dat ook werd gebruikt door de racistische Afrikaner Weerstandsbeweging in Zuid-Afrika. De band nam muzikale wraak op 'Bloody Kisses', bijvoorbeeld door het nummer 'Kill all the white people'.
Op 14 april 2010 overleed zanger Peter Steele op 48-jarige leeftijd na een kort ziektebed aan een hartaanval.

## Leden
- Peter Steele – zang, basgitaar (1989-2010)
- Josh Silver – keyboards, synth, effects, programmering
- Kenny Hickey – gitaar, zang
- Sal Abruscato – drums (1989-1993)
- Johnny Kelly – drums, percussie (1994)

## Discografie
- 1991 · Slow, Deep And Hard (album)
- 1992 · Origin Of The Feces (livealbum)
- 1993 · Bloody Kisses (album)
- 1996 · October Rust (album)
- 1998 · After Dark (documentaire)
- 1999 · World Coming Down (album)
- 2000 · Least Worst Of (compilatie-album)
- 2003 · Life Is Killing Me (album)
- 2006 · Symphony For The Devil (dvd)
- 2007 · Dead Again (album)